# Cascadas de Kaaterskill (Thomas Cole)
Las cascadas de Kaaterskill, cuyo título original en inglés es Kaaterskill Falls, son dos obras de Thomas Cole, realizadas en el año 1826, en óleo sobre lienzo.

## Introducción
En el año 1820, Thomas Cole comenzó a salir a lugares cercanos a Nueva York. Algunos de estos parajes ya tenían pequeñas instalaciones turísticas, pero todavía estaban en un magnífico estado de conservación natural. Tomas Cole comentó: "Todavía estamos en el Jardín del Edén", "la Naturaleza ha desplegado ante nosotros un banquete abundante y generoso. ¿le daremos la espalda?". Con este espíritu, en el año 1826 visitó las Cataratas de Kaaterskill, en las Montañas de Catskill, con el fin de hacer croquis y bocetos, para posteriormente realizar representaciones artísticas definitivas en su estudio.

## Análisis de las Obras

### Versión de Wadsworth Atheneum
- Pintura al óleo sobre lienzo; 64,1 x 92,2 cm.; 1826; Conservado en el Wadsworth Atheneum, Hartford (Connecticut)[2]

- Hay una leyenda (¿firma?) en el parte inferior central.

Este lienzo fue encargado a Thomas Cole por Daniel Wadsworth (1771-1848), arquitecto y mecenas de Hartford, Connecticut. En este lienzo, Cole representa la cascada sin los añadidos que ya había: barandillas, escalones, un mirador. Cole aún no había comenzado su etapa de pintura alegórica, pero este lienzo hay algo que lo anticipa: el contraste dramático entre la parte superior, el chorro de agua con la espuma formada, y el espacio interior, donde sólo el rojo de las plantas, el color dorado de las piedras y algunas ramas animan la oscuridad.
Thomas Cole tomó notas escritas sobre la impresión que le produjo aquel lugar, en aquel momento:
"On a windy day, the clouds flying rapidly, a good deal of water looking from underneath the arch the water has in falling a pearly (frosty?) appearance. Sometimes spreading broad, sometimes blown aside in a very grand manner thrown some time from one side of the cavern to the other…the velocity of the water falling causes a strong wind which makcm.es a singular effect in the pool into which the water rushes. Streams of spray diverge from the where (sic) the water strike the rock and shoot the pool."  (En un día ventoso, cuando las nubes pasan rápidamente, se ve una buena cantidad de agua debajo del arco de agua, con un aspecto perlado (¿escarchado?). A veces, las aguas se extienden ampliamente, a veces se lanzan fuertemente, de uno a otro lado de la caverna... La velocidad de la caída del agua causa una fuerte corriente de aire, lo que provoca un singular efecto en el piletón donde se precipita el agua. Las corrientes de neblina que se forman divergen, dependiendo de dónde el agua golpea la roca, o (de cómo el agua) se estrella en el piletón.)

#### Procedencia
- Daniel Wadsword legó esta obra al Wadsworth Atheneum en Hartford.[5]

### Versión de una colección privada
- Pintura al óleo sobre lienzo; 109,2 x 91,4 cm.; The Warner Collection of of Gulf States Paper Corporation; Tuscaloosa (Alabama)

- Firmado en la parte inferior central (en la roca): "T.Cole"

- Firma, fecha e inscripción en el reverso de la obra: "Tho Cole/1826/Falls/of/Kaaterskill"  [6]

En este otro lienzo, Thomas Cole también eliminó los escalones y barandillas que la incipiente industria turística había añadido al lugar. Sin embargo, también se deja llevar por su imaginación, y representa en primer plano la pequeña pero significativa figura de un nativo norteamericano que, en aquellos días, ya había sido desplazado hacia el Oeste de Estados Unidos.

### Otras versiones
Hay una litografía del mismo Thomas Cole, en el Museo Smithsoniano de Arte Americano sobre este tema.